# Reckling Moraine
Reckling Moraine är en kulle i Antarktis. Den ligger i Östantarktis. Australien gör anspråk på området. Toppen på Reckling Moraine är 2 019 meter över havet.
Terrängen runt Reckling Moraine är en högslätt, och sluttar österut. Trakten är obefolkad. Det finns inga samhällen i närheten.